# 欧根·约胡姆

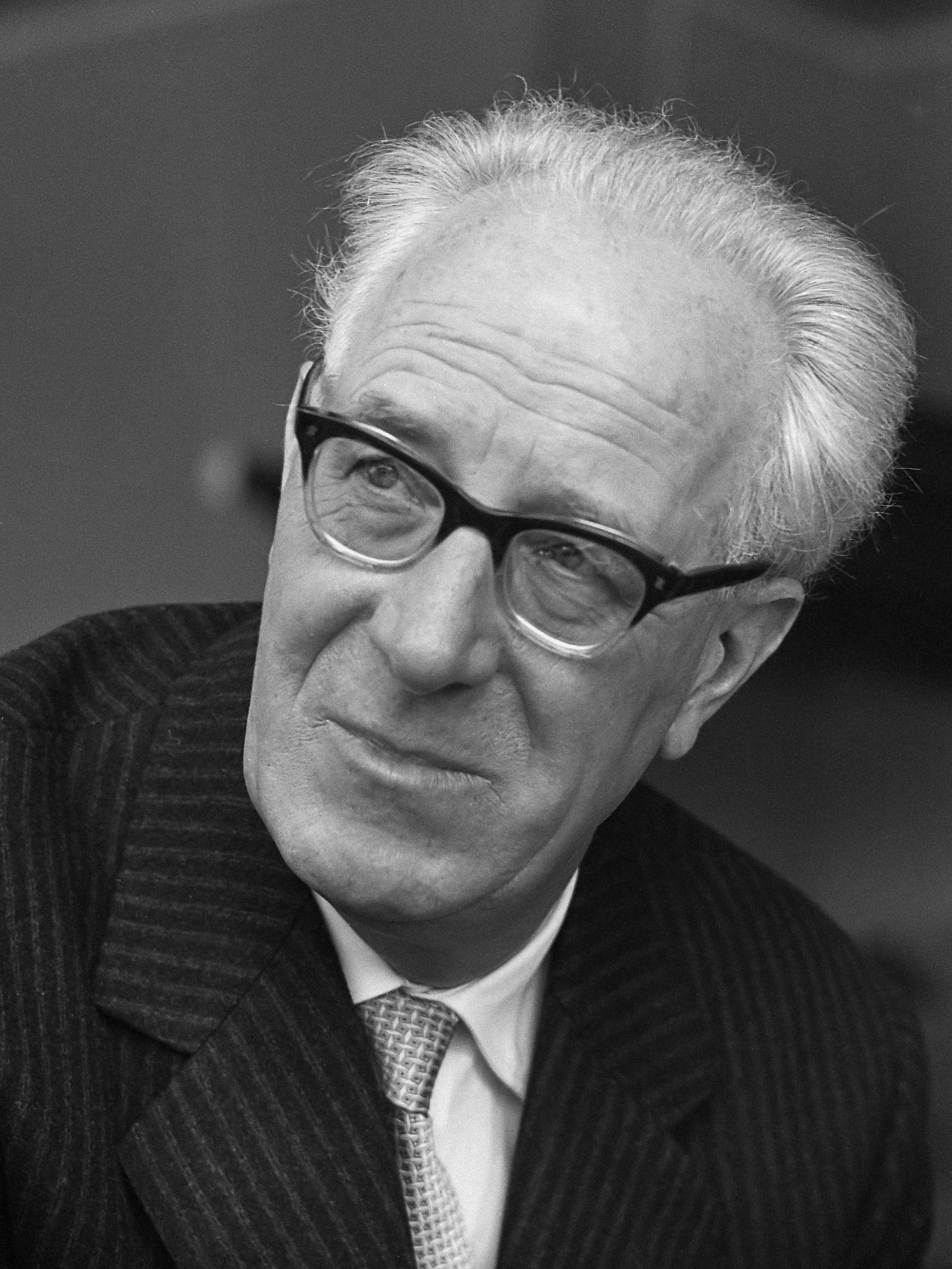
1961年的约胡姆

欧根·约胡姆（德語：Eugen Jochum，德語發音：[ˈɔʏ̯ɡeːn ˈjɔxʊm]；1902年11月1日—1987年3月26日），德国指挥家。以其对安东·布鲁克纳、卡尔·奥尔夫和约翰内斯·勃拉姆斯等人音乐的诠释而出名。1932年他成为柏林广播交响乐团指挥。1949年-1960年他是巴伐利亚广播交响乐团指挥，并把乐团提升到德国一流乐团行列。之后他就到了阿姆斯特丹领导音乐会堂乐团。1975年受聘到伦敦交响乐团，被該樂團贈予「桂冠指揮」的榮譽。

## 生平
欧根·约胡姆出生于德国巴本豪森的一个天主教家庭，他的父亲是一名管风琴师和指挥家。约胡姆在奥格斯堡学习钢琴和管风琴，并于1914年至1922年期間就读于奥格斯堡音乐学院。随后前往慕尼黑音乐学院学习，他的作曲老师是赫尔曼·冯·沃尔特斯豪森。在这里，他把注意力转向了指挥，并随西格蒙德·冯·豪泽格尔学习，后者第一个演出了布鲁克纳的第9号交响曲的初始版本，并进行了录音。
约胡姆的第一个职位是排练钢琴家，先是在门兴格拉德巴赫，后来在基尔。1926年，他在与慕尼黑爱乐乐团的合作中首次作为指挥亮相，曲目包括布鲁克纳的第7號交響曲。同年，他被任命为基尔歌剧院的指挥，在他的第一季中指挥了十七部歌剧，包括《漂泊的荷兰人》、《玫瑰騎士》和《图兰朵》。
之后，他前往曼海姆，在这里威廉·富特文格勒称赞过其指挥。他拒绝了与纽约爱乐乐团合作举办十二场音乐会的提议，认为他的曲目和经验还不够。（他直到1958年才在美国演出。）从1930年到1932年，他在杜伊斯堡担任音乐总监。1932年，他成为柏林廣播交響樂團的首席指挥，并与柏林爱乐乐团，以及在柏林德意志歌劇院指挥了十六场音乐会。
1934年，约胡姆接替卡爾·貝姆担任漢堡國立歌劇院和汉堡爱乐乐团的音乐总监。在整个纳粹时期，汉堡仍然像约胡姆所说的那样，“相当自由”，约胡姆甚至在没有入党的情况下还能保住他的职位。他能演奏欣德米特和巴托克等在别处被纳粹禁止的作曲家的音乐。1944年，約瑟夫·戈培爾将约胡姆列入了“天赋艺术家”名单。
然而，在战后的去纳粹行动中，不同于通常的英国当局跟随美国，英美当局在约克姆问题上发生了“高层分歧”：1945年5月，在“初步清除”约克姆并选择他指挥慕尼黑愛樂樂團后，美国当局暂时将他列入黑名单，理由是他在战争期间“表现特别好”，而且他的兄弟是“狂热的”纳粹分子；但英国当局“没有发现”约克姆的错误，认为他从未加入过纳粹党、党卫军或冲锋队，一直是“坚定的罗马天主教徒”，而且“没有损害其艺术完整性”。直到1948年，美国当局才确定，他们找不到他加入任何纳粹组织的证据。
约胡姆在汉堡一直工作到1949年，然后在新重组的巴伐利亞廣播公司任命他为其新乐团——巴伐利亞廣播交響樂團的创始音乐总监时离开。为了建立这个乐团，约胡姆“招募了高素质的音乐家”，包括作为“弦乐核心”的科克特四重奏。约克姆一直担任乐团的音乐总监直到1961年；他与乐团一起录制了许多唱片，大部分为德意志留声机（DG）录制。
约胡姆还经常担任王家音樂廳管弦樂團的客座指挥，并在威廉·门格尔贝格担任首席指挥期间，于1941－1943年担任该乐团的“第一指挥”（erste Dirigent）。1961年至1963年，约胡姆与伯纳德·海廷克一起担任皇家音乐厅管弦乐团的联合首席指挥。他经常在伦敦与伦敦爱乐乐团和伦敦交响乐团合作。1975年，伦敦交响乐团任命他为桂冠指挥，他一直担任这一职务直到1978年。1969－1973年，约胡姆担任班貝格交響樂團的首席指挥。后来，他经常与德累斯顿国家管弦乐团合作，并与该乐团录制了布鲁克纳的全部交响曲和约瑟夫·海顿的“伦敦”交响曲（后者他也与伦敦爱乐乐团录制过）。他经常出现在萨尔茨堡音乐节上。1953，1954和1971年，他还在拜罗伊特节日剧院担任指挥；他首次指挥《特里斯坦与伊索尔德》。
约胡姆于1987年在慕尼黑去世，享年84岁。

## 獲獎與榮譽
- 巴伐利亞科學與藝術勳章

## 評價
約夫姆是一位擅長德奧音樂之指揮家，在處理貝多芬、布拉姆斯、布魯克納的作品時，常有令人驚豔之表現。，因此被視為最具福特萬格勒遺風之指揮大師。

## 作品節選

### 商業錄音
从1932年他的第一张唱片开始，他就是一个固定的录音艺术家。在立体声黑胶唱片时代，他主要为德意志留声机（DG）录音。他在DG与柏林爱乐乐团和巴伐利亞廣播交響樂團合作的布鲁克纳交响曲，自1960年代首次发行以来，一直在唱片目录中。这个系列以及后来在EMI与德累斯顿国家管弦乐团合作的布鲁克纳系列，受到广泛且频繁的好评，使他的名字与这位作曲家联系在了一起。此外，他从1950年起担任国际布鲁克纳协会的主席，并撰写了大量关于布鲁克纳演绎的文章。然而，根据《纽约时报》的讣告，他在1983年的采访中说：“今天，每个人都认为我是布鲁克纳交响曲的专家。但我是从巴赫、莫扎特和贝多芬的音乐开始的。而且，我仍然对他们的音乐感到最亲近。”他录制的巴赫的《B小調彌撒曲》和《约翰受难曲》经常被认为是最好的演绎。他录制的三套贝多芬交响曲全集也受到了强烈的赞扬：50年代与柏林爱乐乐团和巴伐利亚广播交响乐团一起为DG录制，60年代末与皇家音乐厅管弦乐团一起为Philips录制，70年代与伦敦交响乐团一起为EMI录制。约胡姆录制了两套勃拉姆斯交响曲全集，一张是在1950年代中期与柏林爱乐乐团合作，另一张是在1977年与伦敦爱乐乐团合作。就这几套录音的优势而言，指挥家肯尼斯·伍兹称他是 “有史以来最伟大的勃拉姆斯指挥家”（其他人则会提名魏因加特纳或托斯卡尼尼）。他还与埃米尔·吉列尔斯合作录制了勃拉姆斯钢琴协奏曲，这张唱片通常被列为这些作品的最佳唱片。他录制的莫扎特、海顿、舒曼、瓦格纳和卡尔·奥尔夫的作品也得到了高度评价。他在1967年录制的《布兰诗歌》被比尔·阿尔福德（Bill Alford）认为是权威性的诠释，因为奥尔夫本人在录制过程中也在场，并认可了成品。约胡姆还在拜罗伊特音乐节上指挥过瓦格纳的作品，在录音室里则与多明戈合作，留下《纽伦堡的名歌手》一套。
约胡姆进行了许多作品的首演，包括鲍里斯·布拉黑尔的弦乐协奏曲，阿爾貝托·布魯尼·特德斯基的《Concerte per il principe Eugenio》，沃纳·埃克的《Suite Française》，戈特弗里德·冯·艾纳姆的《Tanz-Rondo》，以及卡尔·阿玛德乌斯·哈特曼的第六交响曲。以下列舉約胡姆指揮生涯中具代表性的錄音作品：
- 布鲁克纳：第3号交响曲，汉堡国家爱乐乐团，1944年（该部交响曲的首个完整商业录音）
- 布鲁克纳：第4号交响曲，柏林爱乐乐团，1965年（收于DG 449 718-2）
- 布鲁克纳：第5号交响曲，巴伐利亚广播交响乐团，1958年（收于DG 469 810-2）
- 布鲁克纳：第5号交响曲，皇家音乐厅管弦乐团，1963年（Philips 464 693-2）
- 布鲁克纳：第8号交响曲，汉堡国家爱乐乐团，1949年（收于DG 449 758-2）（该部交响曲的首个完整商业录音）
- 布鲁克纳：第9号交响曲，巴伐利亚广播交响乐团，1954年（收于DG 449 758-2）
- 卡尔·奥尔夫：布兰诗歌，巴伐利亚广播交响乐团，1953年（该作品首次录音）
- 贝多芬：小提琴协奏曲，沃尔夫冈·施奈德汉（小提琴），柏林爱乐乐团，1962年（收于DG 447 403-2）
- 贝多芬：第9號交響曲，皇家音乐厅管弦乐团，荷兰广播合唱团，1969年
- 瓦格纳：纽伦堡的名歌手，柏林德意志歌剧院，迪特里希·菲舍爾-迪斯考，普拉西多·多明戈等，1976年（DG 415 278-2）
- 勃拉姆斯：第1号钢琴协奏曲，埃米尔·吉列尔斯，柏林爱乐乐团，1972年（DG 477 937-9）
- 勃拉姆斯：四部交响曲，柏林爱乐乐团，1951年至1956年（DG 449 715-2）

## 个人生活
约胡姆的哥哥奥托·约胡姆（1898–1969）是一位作曲家和合唱指挥；他的弟弟乔治·路德维希·约胡姆（1909年–1970年）也是一名管弦乐队指挥。他的女儿维罗妮卡·约胡姆是波士顿的新英格兰音乐学院的钢琴教师。

## 外部連結
- 欧根·约胡姆的Discogs页面（英文）